# Антибесская
Антибе́сская — посёлок при станции в Мариинском районе Кемеровской области. Входит в состав Калининского сельского поселения.

## География
Центральная часть населённого пункта расположена на высоте 173 метров над уровнем моря.

## Население
По данным Всероссийской переписи населения 2010 года, в посёлке при станции Антибесская проживает 184 человека (80 мужчин, 104 женщины).